# Alfonso Ros Hernández
Alfonso Ros Hernández (1892-1936) fue un militar español, miembro del Cuerpo de Seguridad y Asalto.

## Biografía
Nació en 1892, en el seno de una familia de tradición militar. En julio de 1936 era comandante del 10.º Grupo de Asalto, con sede en Oviedo, teniendo a su cargo a los Guardias de Asalto desplegados en Asturias. Ros, que no participó en la conspiración militar, era un abierto simpatizante republicano. Cuando el 19 de julio de 1936 la guarnición militar de Oviedo se sublevó, Ros y otros guardias de asalto se mantuvieron leales a la República; él y sus hombres continuaron resistiendo en el cuartel de Santa Clara hasta la mañana del 20 de julio, cuando se rindieron. Acto seguido, el comandante Ros y sus hombres fueron llevados a uno de los muros del cuartel y ejecutados al instante.
- Cabanellas, Guillermo (1975). La guerra de los mil días: nacimiento, vida y muerte de la II República Española II. Buenos Aires: Heliasta.
- Martínez Bande, José Manuel (2007). Los años críticos: República, conspiración, revolución y alzamiento. Madrid: Encuentro. ISBN 84-306-0487-1.
- Rodero, Joaquín; Moreno, Juan; Castrillo, Jesús (2008). Represión franquista en el frente norte. Eneida.
- Romero, Luis (1994). Tres días de julio: 18, 19 y 20 de 1936. Ariel.

- Datos: Q39081698